# Графство Ферретт
Гра́фство Ферре́тт (фр. Comté de Ferrette) або Графство Пфірт (нім. Grafschaft Pfirt) — феодальне володіння в Ельзасі .
Приблизно відповідає Зундгау і містило володіння Ферретт (Пфірт), Альткірш, Танн, Бельфор, Ружемон тощо.
Ці території були суміжними, але утворювали єдине графство з деяких ельзаських земель Священної Римської імперії.

## Історія графства
Графство Ферретт виникло в XII столітті поряд з графством Монбельяр як частина пага Ельсгау, що традиційно вважався найпівденнішим пагом Ельзасу.
У ті часи це був франкомовний регіон.
У пізньому середньовіччі графство Ферретт стало найзахіднішим володінням Габсбургів та частиною Передньої Австрії.
Воно межувало з французьким герцогством Бургундія, і всі чотири герцоги династії Валуа, які правили в 1363—1477 рр., доклали багато зусиль до його придбання.
Це стало предметом складної серії шлюбних переговорів за першого герцога Філіппа Сміливого.
У 1387 році герцог Леопольд IV Австрійський одружився з Катериною, дочкою Філіппа Сміливого, виконавши угоду, досягнуту вперше в 1378 році.
Коли Леопольд помер бездітним в 1411 році, землі успадкував його брат Фрідріх IV, який захопив графство Ферретт, залишивши Катерині тільки два замки, один з яких — Бельфор.
Проте Катерина стверджувала, що все графство має належати їй.
Її брат, герцог Жан Безстрашний, керував замками від її імені.
Його володіння були невеликі.
До Бельфора він відправив тільки каштеляна, дев'ять зброєносців, гармату і кілька камердинерів.
Суперечка про статус Ферретта тривала за часів правління сина Жана, Філіппа Доброго.
У 1420 році він уклав з Катериною угоду, за якою давав їй щорічну виплату в розмірі 3000 франків і обіцяв допомогти повернути графство в обмін на те, що він стане спадкоємцем її земель.
Філіпп почав переговори з Фрідріхом, навіть погрожуючи війною у 1422/23 рр., але не досяг прогресу.
У ті роки між Катериною і Габсбургами велися військові дії, але Фрідріху навіть вдалося повернути Бельфор під свій контроль.
Катерина померла бездітною в 1425 році, але бургундські претензії на землі не були негайно або остаточно відкликані.

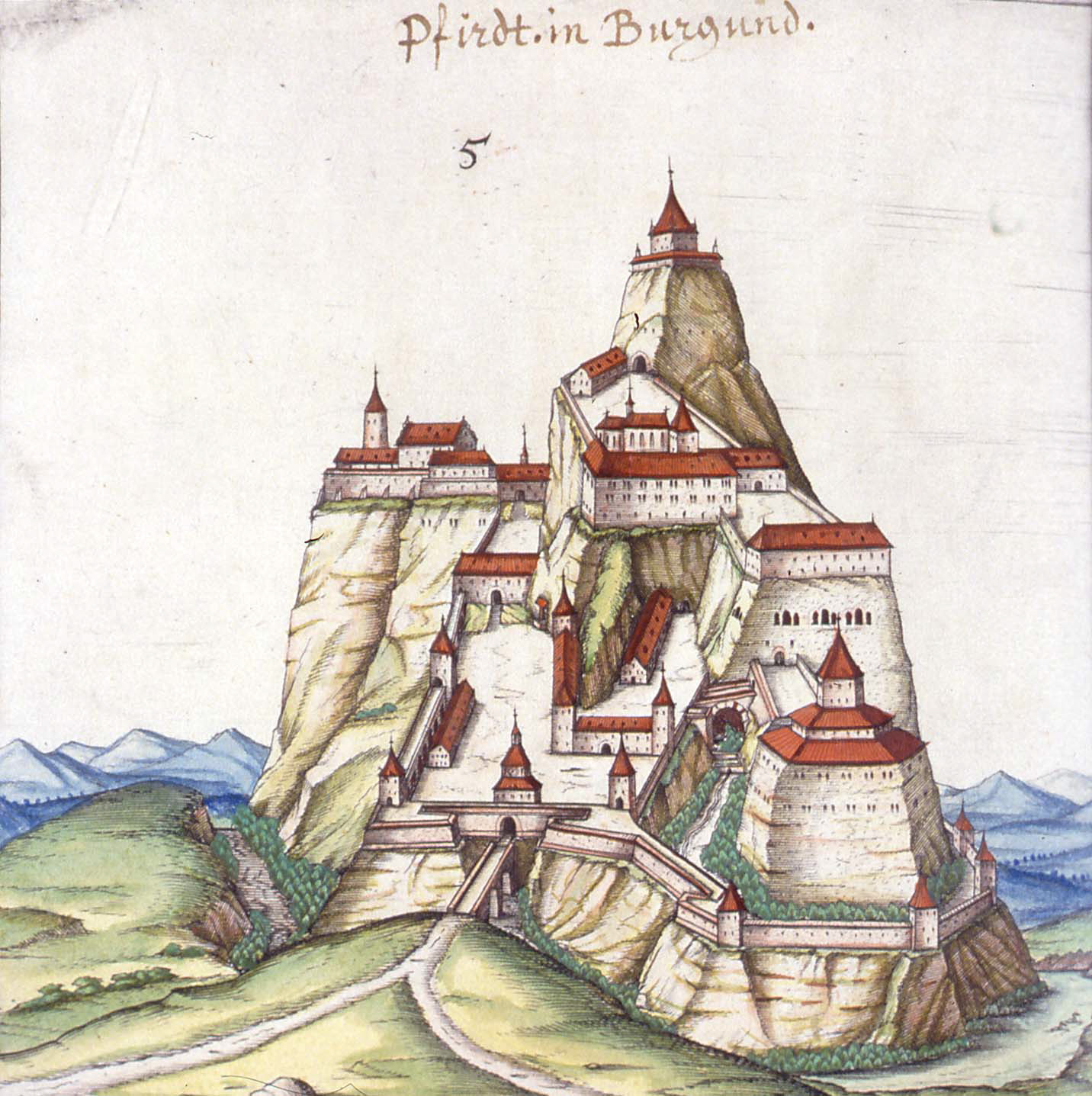
Замок Ферретт, збудований в 1125 році, на гравюрі 1589 року

У 1427 році в Монбельярі провели конференцію, на якій Амадей VIII, герцог Савойський виступив посередником у цій суперечці.
Договір між ерцгерцогом Австрії та герцогом Бургундії, ймовірно, підписано в середині 1428 року.
Однак Ферретт (оскільки він лежав на спільному кордоні між двома державами) став центром бойових дій у короткій Австро-бургундській війні 1431 року.
Тоді солдати Філіппа успішно захопили Бельфор під час нічної атаки.
Перемир'я підписали в жовтні 1431, а мирний договір — у травні 1432.
У 1434 Філіпп відкинув претензії сестри Катерини Маргарет до графства Ферретт.
9 травня 1469 року згідно з Сент-Омерського договору ерцгерцог Сигізмунд Австрійський заклав графство Ферретт разом із землями Верхнього Ельзасу герцогу Карлу Бургундському, щоб отримати кредит у розмірі 50 000 флорінів.
За умовами позики основну суму, а також адміністративні витрати Сигізмунду доводилося відшкодовувати одноразово, тому малоймовірно, що Габсбурги колись його погашатимуть.
Однак власна влада Карла була обмежена тим фактом, що багато прав графів занизили Габсбурги.
Наприклад, саме місто і столицю графства Ферретт заклали за 7000 флоринів.